# Dalle 9 alle 9
Dalle 9 alle 9 è un singolo delle cantautrici italiane Vale LP e Lil Jolie, in collaborazione con il rapper italiano Irbis, pubblicato il 25 aprile 2025 come terzo estratto dall'album in studio collaborativo Le ragazze della valle.

## Descrizione
Il brano, scritto da entrambe le artiste insieme al rapper, è prodotto da Stefano Tartaglini, in arte Stabber, ed è nato da una riflessione profonda sull'amicizia tra le due cantautrici e su come i legami possano unire anche persone molto diverse tra loro.

## Video musicale
Il video musicale, diretto da Lorenzo Sorbini, è stato pubblicato il 30 aprile 2025 attraverso il canale YouTube di Vale LP.

## Tracce
Testi di Valentina Sanseverino, Angela Ciancio e Martino Consigli, musiche di Valentina Sanseverino, Angela Ciancio, Martino Consigli, Enrico Dadone e Stefano Tartaglini.
1. Dalle 9 alle 9 (feat. Irbis) – 2:20